# کینیا آیکاوا
کینیا آیکاوا (انگلیسی: Kinya Aikawa; ۲۵ ژوئن ۱۹۳۴ – ۱۵ آوریل ۲۰۱۵) بازیگر، صداپیشه، و خواننده اهل ژاپن بود.
از فیلم‌ها یا برنامه‌های تلویزیونی که وی در آن نقش داشته‌است می‌توان به ادو پورن اشاره کرد.